# Peter St. Clair-Ford
Sir Peter St. Clair-Ford, britanski general, * 25. november 1905, † 14. maj 1989.